# Phebe Hemphill
Phebe Hemphill, née le 25 avril 1960, est une sculpteure américaine qui travaille pour l'United States Mint. Elle a été qualifiée de « l'une des plus grandes artistes de la monnaie, sculpteurs et graveurs-médailleurs de notre temps ».

## Jeunesse et études
Hemphill est née le 25 avril 1960 à West Chester, en Pennsylvanie, de Dallett Hemphill et Ann Cornwell Hemphill. Un certain nombre de membres de la famille de Phebe Hemphill, dont son père et son grand-père, s'intéressaient à la collection de pièces et de médailles. Elle a été directement inspirée par son grand-père, Gibbons Gray Cornwell Jr, qui faisait de la sculpture en bas-relief, lui-même influencé par son arrière-grand-tante, Martha Jackson Cornwell, qui a travaillé avec Augustus Saint-Gaudens,.
Hemphill fréquente l'école de filles Agnes Irwin à Philadelphie, en Pennsylvanie, et obtient son diplôme en 1978. Elle suit une formation à l'Académie des Beaux-Arts de Pennsylvanie, dont elle sort diplômée en 1987,. Elle a également étudié avec Evangelos Frudakis. Hemphill compte parmi ses influences artistiques Jules Clement Chaplain, Jean-Baptiste Daniel-Dupuis, Oscar Roty, Augustus Saint-Gaudens et Adolph A. Weinman.

## Sculpture
En 1987, Hemphill rejoint la Franklin Mint au département sculpture. Elle y restera jusqu'en 2002, travaillant sur la porcelaine et l'art médaillé. De 2002 à 2005, elle a travaillé comme sculpteur salarié chez McFarlane Toys, à Bloomingdale, dans le New Jersey.
En 2006, elle a rejoint la United States Mint à Philadelphie,. Elle a sculpté de nombreuses pièces et médailles pour la Monnaie américaine, notamment l'avers de la pièce présidentielle de 1 $ de 2013 de William McKinley, l'avers de la médaille nationale du 11 septembre du World Trade Center,, les séries de pièces des généraux cinq étoiles et des premières épouses. Les séries des pièces américaines de 1/4 de dollar des 50 États, dont Gettysburg, le Grand Canyon, le Mont Hood et le Yosemite, sont également l'œuvre de Hemphill.
Hemphill vit à Philadelphie. Elle visite fréquemment les sites qui seront présentés dans son travail, notamment le parc national de Shenandoah et les lieux des attentats du 11 septembre. Elle utilise des méthodes à la fois numériques et traditionnelles dans son travail, travaillant avec des logiciels d'imagerie 3D ainsi que la création de motifs de pièces sur des flans en argile de la taille d'une assiette à dîner.

## Expositions
Le travail de Hemphill a été exposé par la National Sculpture Society (en), l'American Medallic Sculpture Association, la F.A.N. Gallery de Philadelphie et l'université de West Chester (en).

## Récompenses
- 2014, lauréate du concours de conception de la médaille du Congrès pour les attentats du 11 septembre[16].
- 2000, Alex J. Ettel Grant, National Sculpture Society[5].
- 2001, Prix de la sculpture de la Renaissance, la Monnaie Franklin[17].